# Distretto di Ambositra
Il distretto di Ambositra è un distretto del Madagascar situato nella regione di Amoron'i Mania. Ha per capoluogo la città di Ambositra.
La popolazione del distretto è di 248 587 abitanti (dato censimento 2011).